# 大塚幸男
大塚 幸男（おおつか ゆきお、1909年2月18日 - 1992年9月9日）は、日本のフランス文学者、比較文学者。福岡大学名誉教授。
佐賀県佐賀市生まれ。1933年九州帝国大学仏文科卒、1957年パリに遊学。のち福岡大学教授。アナトール・フランスなど近代フランス文学専攻、比較文学会でも活躍し、著書・翻訳は多数ある。
漫画家の小林よしのりは教え子の一人。

## 著書
- 『恋愛・結婚・女性 : フランスの箴言』角川書店（角川新書）1950年
- 『フランス文学風物誌』白水社、1958年
- 『世界文学史の中で見たフランス文学史 - 起原から現代まで』白水社、1960年
- 『ヨーロッパ文学主潮史』白水社、1963年
- 『フランスのモラリストたち』白水社、1967年、新装版1986年
- 『アルフレッド・ド・ヴィニ - その生涯・その作品』白水社、1971年
- 『花咲く桃李の蔭に - モラリスト・島崎藤村』潮出版社、1972年
- 『比較文学 - 理論・方法・展望』朝日出版社、1972年
- 『近代フランス文学論攷』朝日出版社、1973年
- 『流星の人モーパッサン』白水社、1974年
- 『閑適抄 - ギッシングとともに』第三書房、1975年
- 『フランス文学随縁録』第三書房、1976年
- 『比較文学原論』白水社（白水叢書）1977年、新装版1988年
- 『花のある窓 - 大塚幸男随筆集』第三書房、1978年

## 訳書
- アナトール・フランス『追憶の薔薇』白水社（仏蘭西文学訳註叢書）1932年
- アナトール・フランス『わが友の書』第一書房、1934年
- アナトール・フランス『花咲く日』第一書房、1937年
- アベル・ボナール『友情論』矢野常有共訳、白水社、1940年 / 単独訳、白水社、1953年、1964年、1997年、中央公論社（中公文庫）1996年、
- アンドレ・モーロワ『ツルゲーネフ伝』河出書房、1941年
- アナトール・フランス『ジャン・セルヴィヤンの願ひ』白水社（アナトオル・フランス長篇小説全集10）1942年
- ポッジョ『風流道化譚』鹿鳴社、1951年
- スタンダール『ヴァニーナ・ヴァニーニ』白水社（仏蘭西文学訳註叢書）1951年
- グザヴィエ・ド・メーストル『コーカサスのとりこ』第三書房、1952年
- ピエール・ロッチ『死と憐れみの書』白水社、1952年
- シャルル・ヴァグネル『簡素な生活』白水社、1953年、講談社（講談社学術文庫）、祖田修監修、2001年
- マルセル・グリヨール『世界の探検家』白水社、1953年
- ナポレオン『ナポレオン』白水社（永遠の言葉シリーズ）1953年
- エリク・ド・グロリエ『書物の歴史』白水社（文庫クセジュ）1955年、1992年
- ピエール・ロチ『青春』河出書房、1956年
- ジュール・ロワ『不貞の妻』大日本雄辯會講談社（ミリオン・ブックス）1957年
- P. イシャク（フランス語版）『密林の狩猟者』新潮社（人と自然叢書）1958年
- トニ・マイエール『イギリス人の生活』白水社（文庫クセジュ）1960年、1991年
- ジャック・ギエルム『寿命』白水社（文庫クセジュ）1960年
- バンジャマン・コンスタン『アドルフ』岩波書店（岩波文庫）1965年
- アンドレ・モーロワ『初めに行動があった』岩波書店（岩波新書）1967年、2002年
- アミエル『アミエルの日記 - わが魂の遍歴』社会思想社（現代教養文庫）1968年
- 『人生の思索 - フランス・モラリストの言葉』関根秀雄共訳編、社会思想社（現代教養文庫）1969年
- ピエール・デュラン『人間マルクス - その愛の生涯』岩波書店（岩波新書）1971年
- ボオドレエル『美と悪と憂愁と - ボオドレエルの言葉』訳編、社会思想社（現代教養文庫）1971年
- アベル・ボナール『聖性の詩人フランチェスコ』白水社、1976年
- アナトール・フランス『エピクロスの園』岩波書店（岩波文庫）1977年
- アナトール・フランス『神々は渇く』岩波書店（岩波文庫）1977年
- アベル・ボナール『恋愛論』白水社、1978年
- ニコラ・セギュール『知性の愁い - アナトール・フランスとの対話』岩波書店（岩波文庫）1981年
- オクターヴ・オブリ（フランス語版）『ナポレオン言行録』岩波書店（岩波文庫）1983年
- アンリ・トロワイヤ『ロシヤ文豪列伝』白水社（白水叢書）1983年
- ルイ・ベルトラン（フランス語版）『王朝の光と影 - ルイ大王の恋愛生活』白水社、1984年
- ジルベール・ガヌ『わが愛する猫の記』潮出版社（潮文庫）1985年
- ミリアム・アリ『クレオパトラ物語 - エジプト女王秘話』白水社、1986年、白水社（白水Uブックス）1991年
- ジョルジュ・ルノートル（フランス語版）『ナポレオン秘話』白水社、1988年、白水社（白水Uブックス）1991年
- ロベール・エスカルピ（フランス語版）『文学の社会学』白水社（文庫クセジュ）1989年
- M. ヴァン・デル・メルシュ『砂丘の密輸入者』白水社、1990年